# Карабаський драм
Карабаський дра́м (вірм. Ղարաբաղի Դրամ) — офіційна валюта невизнаної Нагірно-Карабаської Республіки, згідно зі свідченнями представників НКР, також був офіційним засобом платежу у Вірменії. 1 драм дорівнював 100 лум (вірм. Լումա). Оскільки мають малий номінал і обмежений тираж, є предметом зацікавленості з боку нумізматів -колекціонерів, через що в реальному обігу не використовувалися 
і продаються набагато дорожче номінальної вартості. Основним платіжним засобом на території Нагірно-Карабаської Республіки до припинення її існування був є вірменський драм.

## Банкноти
Випущені банкноти номінальною вартістю 2 та 10 драмів.

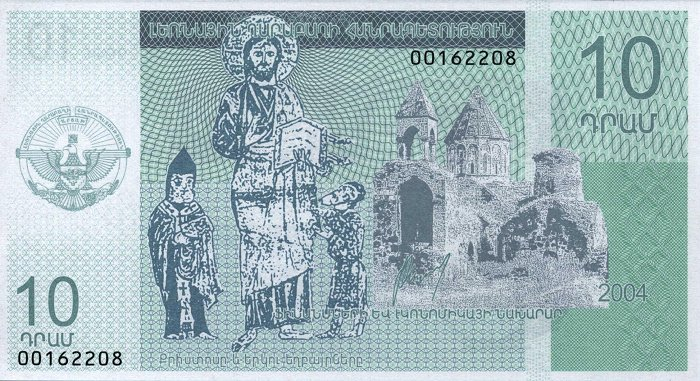
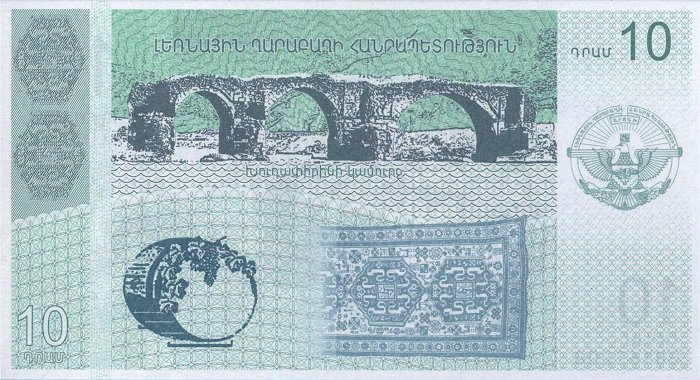
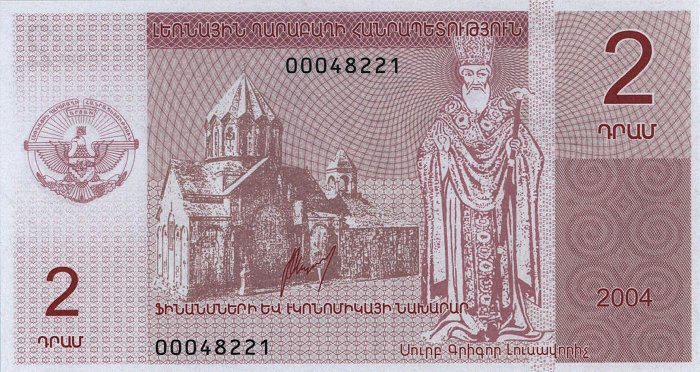
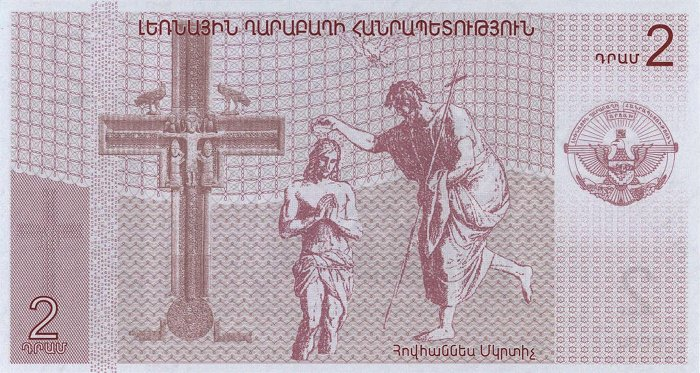

## Монети
Випущені монети номінальною вартістю 50 лум, 1, 5 и 1000 драмів.

| Номінал | Рік  | Метал    | Діаметр (мм) | Вага (г.) | Аверс                               | Реверс                                                          | Зображення |
| ------- | ---- | -------- | ------------ | --------- | ----------------------------------- | --------------------------------------------------------------- | ---------- |
| 50 лум  | 2004 | Al       | 20,00        | 0,95      | Герб Нагірно-Карабаської Республіки | Кінь 50 лум рік випуску                                         |            |
| 50 лум  | 2004 | Al       | 20,00        | 0,95      | Герб Нагірно-Карабаської Республіки | Газель 50 лум рік випуску                                       |            |
| 1 драм  | 2004 | Al       | 21,90        | 1,15      | Герб Нагірно-Карабаської Республіки | Фазан 1 драм рік випуску                                        |            |
| 1 драм  | 2004 | Al       | 21,90        | 1,15      | Герб Нагірно-Карабаської Республіки | Григорій Просвітитель (Грігор Лусаворіч) 1 драм рік випуску     |            |
| 1 драм  | 2004 | Al       | 21,90        | 1,15      | Герб Нагірно-Карабаської Республіки | Гепард 1 драм рік випуску                                       |            |
| 5 драм  | 2004 | Cu+Ni+Zn | 21,90        | 4,50      | Герб Нагірно-Карабаської Республіки | Собор Сурб Газанчецоц в Шуші 5 драм рік випуску                 |            |
| 5 драм  | 2004 | Cu+Ni+Zn | 21,90        | 4,50      | Герб Нагірно-Карабаської Республіки | Пам'ятник «Ми — наші гори» Саргіс Багдасарян 5 драм рік випуску |            |

## Історія
- 2004 рік — карабаські монети і банкоти випущені в продаж в колекційних цілях
- 2005 рік — карабаський драм введено в обіг як засіб платежу.